# SN 2011ej
SN 2011ej – supernowa typu II-P odkryta 3 lipca 2011 roku w galaktyce A220042-0815. W momencie odkrycia miała maksymalną jasność 18,80m.